# Picnómetro

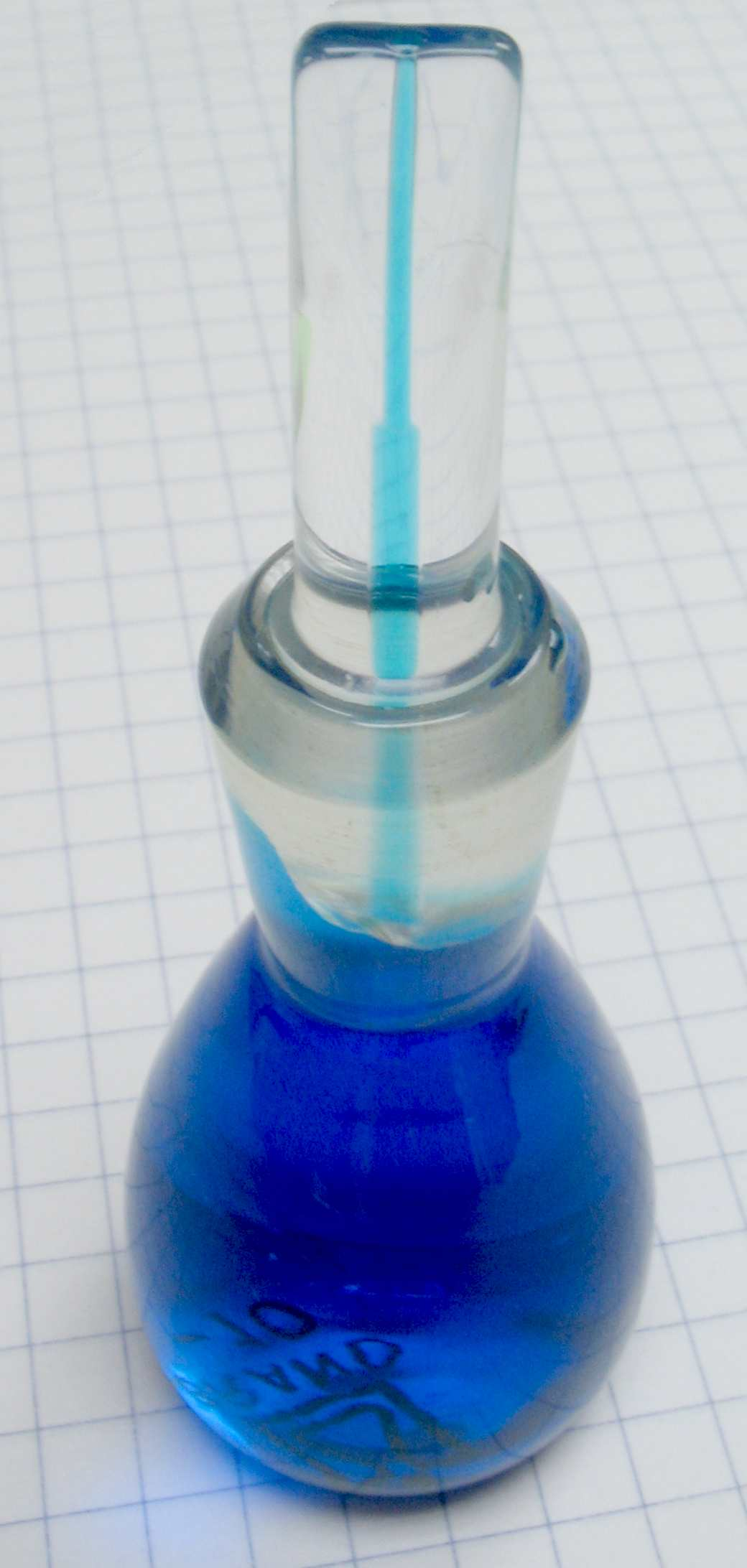
Picnómetro para líquidos fluidos.

El picnómetro (en griego, πυκνός; romanización, puknos; significado: ‘denso’) es aquel instrumento de medición cuyo volumen es conocido y permite conocer la densidad o peso específico de cualquier líquido mediante gravimetría a una determinada temperatura. La metodología que estudia los resultados obtenidos mediante este instrumento se denomina Picnometría.
El primer picnómetro fue diseñado por el persa Abu Raihan Muhammad al-Biruni (973-1048).[cita requerida]

## Descripción
El picnómetro consta de un envase generalmente en forma de huso achatado en su base o cilíndrico de volumen calibrado construido por lo general con vidrio o acero inoxidable y que dispone de un tapón provisto de un finísimo capilar, de tal manera que puede obtenerse un volumen con gran precisión. Esto permite medir la densidad de un fluido, en referencia a la de un fluido de densidad conocida como el agua (usualmente) o el mercurio (poco usado por ser tóxico).

## Tipos

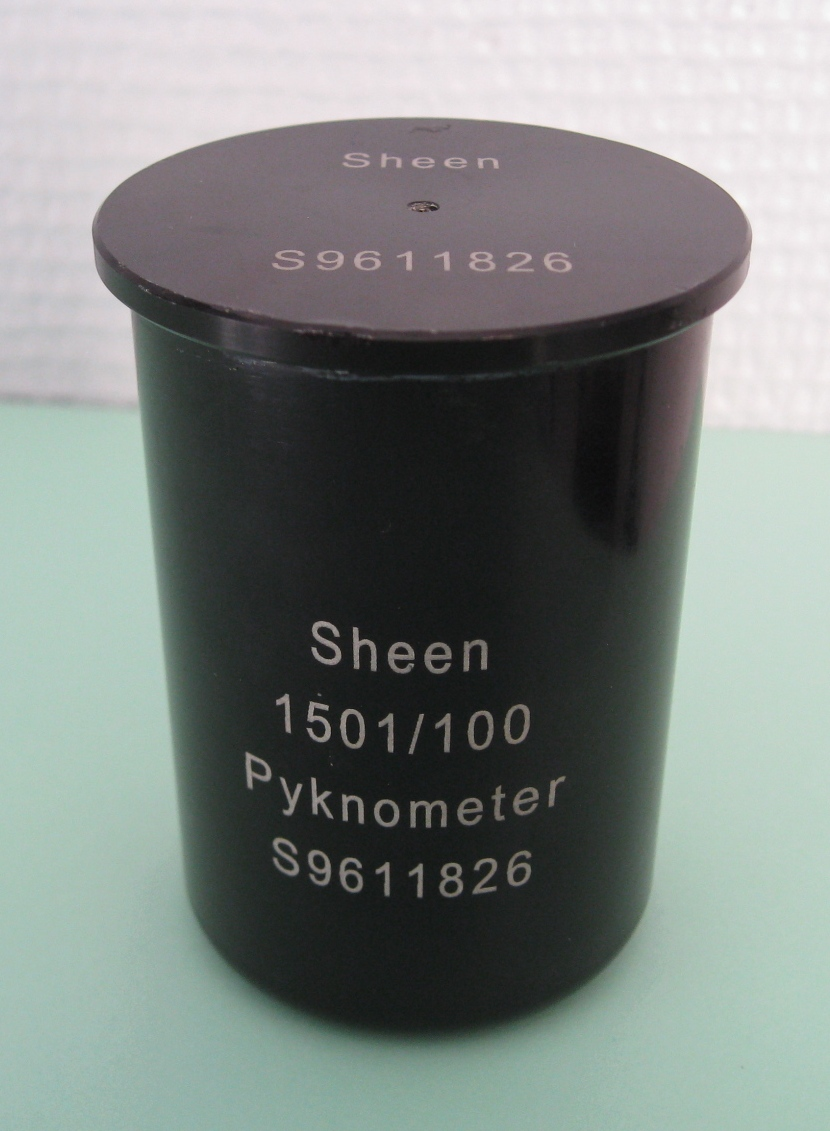
Picnómetro para fluidos muy viscosos (pinturas).

Para los líquidos poco viscosos se utilizan picnómetros de vidrio de 10 o 25 ml.
Normalmente, para la determinación de la densidad de algunos productos especiales como las pinturas, se utilizan picnómetros metálicos cilíndricos.
Para los sólidos al estado de materiales particulados se usa un picnómetro sin tapa, de acero inoxidable de forma cilíndrica de 25 a 50 ml  que se llena hasta el tope.  Para líquidos menos viscosos (<20.000 cps) se usa un picnómetro de vidrio de boca ancha usualmente de 25-30 ml de capacidad.
Para productos muy viscosos tales como pinturas, pastas, oleosos y similares, se usa un cilindro calibrado de acero inoxidable de 25-50 ml de capacidad con tapa perforada al centro.

## Metodología y cálculo
Para sólidos y líquidos muy viscosos, el polvo o pasta se pone en el picnómetro y se compacta hasta llenar a ras, luego se pesa dando el peso de la muestra de polvo. A continuación, se completa el llenado del picnómetro con agua desionizada o destilada. El peso del líquido desplazado es registrado y así se halla la gravedad específica del sólido.
Para líquidos fluidos, el picnómetro se pesa vacío, luego lleno de agua destilada hasta el enrase para determinar su volumen a una determinada temperatura, y luego se llena del mismo modo con el líquido problema, la densidad de éste puede calcularse sencillamente. Todas las determinaciones para que sean válidas deben ser a la misma temperatura.
Teniendo en cuenta que el volumen es siempre el mismo:
{\displaystyle V_{\text{agua}}=V_{\text{muestra}}\,}
y que a partir de la definición de densidad;
{\displaystyle \rho ={m \over V}}
se sigue que, con el mismo volumen, la de densidad es proporcional a la masa, la densidad de la muestra viene dada por:
{\displaystyle \rho _{1}={m_{1} \over m_{2}}\rho _{2}}
siendo:
{\displaystyle m_{1}}: masa de muestra contenido en el picnómetro;
{\displaystyle \rho _{1}}: densidad de la muestra contenido en el picnómetro;
{\displaystyle m_{2}}: masa de agua (o líquido de densidad conocida) contenido en el picnómetro;
{\displaystyle \rho _{2}}: densidad del agua (o líquido de densidad conocida) contenido en el picnómetro.

### Unidades
Los resultados se expresan usualmente como kg/m³, g/cm³.

### ASTM
- El picnómetro usa el estándar ASTM D-854.